# Chiara Simionato
Chiara Simionato (Treviso, 4 de julio de 1975) es una deportista italiana que compitió en patinaje de velocidad sobre hielo.
Ganó una medalla de bronce en el Campeonato Mundial de Patinaje de Velocidad sobre Hielo en Distancia Corta de 2006. Participó en tres Juegos Olímpicos de Invierno, entre los años 2002 y 2010, ocupando el quinto lugar en Turín 2006, en la prueba de 1500 m.

## Palmarés internacional
| Campeonato Mundial en Distancia Corta | Campeonato Mundial en Distancia Corta | Campeonato Mundial en Distancia Corta | Campeonato Mundial en Distancia Corta |
| Año                                   | Lugar                                 | Medalla                               | Prueba                                |
| ------------------------------------- | ------------------------------------- | ------------------------------------- | ------------------------------------- |
| 2006                                  | Heerenveen (Países Bajos)             | Medalla de bronce                     | Clasificación general                 |